# Hellmuth Metz-Göckel
Hellmuth Metz-Göckel (* 26. September 1940) ist ein deutscher Psychologe und Gestalttheoretiker und inzwischen emeritierter Professor für Psychologie der Technischen Universität Dortmund.

## Leben
Metz-Göckel studierte ab 1960 Psychologie an der Johann Wolfgang Goethe-Universität Frankfurt am Main, wo er 1967 sein Diplom ablegte. Sein wichtigster Lehrer war der Gestaltpsychologe Edwin Rausch. Im Anschluss an das Diplom arbeitete er als wissenschaftlicher Mitarbeiter und Assistent am Institut für Pädagogische Psychologie der Universität Frankfurt. Seine nachfolgende Dissertation war Gedächtnisprozessen gewidmet, die bei der zeitlichen Lokalisation von Lebensereignissen eine Rolle spielen. Diese Arbeit führte er 1976 bei Friedrich Hoeth an der Technischen Hochschule Darmstadt zum Abschluss. 1987 habilitierte er sich an der Universität Dortmund bei Klaus Bräuer mit einer Arbeit über Witzstrukturen – Gestalttheoretische Beiträge zur Witztechnik. In ihr werden gestaltpsychologisch erforschte Phänomene wie Figur-Grund-Verkehrungen und Variabilitäts-Konstanz-Verhältnisse sowie weitere Erkenntnisse der gestalttheoretischen Bezugssystemforschung auf den Bereich der Witztechnik angewandt. Das Thema der Bezugssysteme vertiefte Metz-Göckel in seiner späteren Forschungs-, Vortrags- und Publikationstätigkeit weiter.
Hellmuth Metz-Göckel lehrte und forschte bis zu seiner Emeritierung als Professor am Institut für Psychologie im Fachbereich 14 der Universität Dortmund (später umbenannt in Technische Universität Dortmund) mit den Schwerpunkten Allgemeine Psychologie, Sozialpsychologie und Methodik. Seit 2007 ist er Vorsitzender der internationalen multidisziplinären Gesellschaft für Gestalttheorie und ihre Anwendungen. Er ist beratender Herausgeber der Zeitschrift Gestalt Theory und Herausgeber des Handbuchs zur Gestalttheorie, von dem bisher zwei Bände erschienen sind (2008 Band 1: Gestalttheorie aktuell, 2011 Band 2: Gestalttheoretische Inspirationen).

## Schriften (Auswahl)
- Witzstrukturen. Gestalttheoretische Beiträge zur Witztechnik. 2. Auflage. VS Verlag für Sozialwissenschaften, Opladen 1995, ISBN 3-531-12039-5.
- Schließungsprozesse im Bereich sprachlicher Bedeutung. Untersuchungen an Witzmaterial. In: Gestalt Theory. Band 14, 1992, ISSN 0170-057X, S. 275–289.
- Werthaltungen und Einstellungen in Organisationen. Blaue Eule, Essen 1996, ISBN 3-89206-723-6.
- Udo Kittler, Hellmuth Metz-Göckel (Hrsg.): Pädagogische Psychologie in Erziehung und Organisation. Blaue Eule, Essen 1996, ISBN 3-89206-810-0.
- Bezugssystemdifferenzierungen anhand von Witzmaterial. In: Gestalt Theory. Band 21, 1999, ISSN 0170-057X, S. 157–173 (gestalttheory.net [PDF; 493 kB; abgerufen am 7. Juni 2021]).
- Hellmuth Metz-Göckel (Hrsg.): Gestalttheorie aktuell (= Handbuch zur Gestalttheorie. Band 1). Krammer, Wien 2008, ISBN 3-901811-36-2.
- Closure as a joke-principle. Band 30, 2008, ISSN 0170-057X, S. 331–336 (englisch).
- Versuche die Isomorphiethese plausibler zu machen. Einführung in den Beitrag von Raymond Pavloski. In: Gestalt Theory. Band 32, Nr. 2, 2010, ISSN 0170-057X, S. 109–113 (archive.org [PDF; 237 kB; abgerufen am 7. Juni 2021]).
- Dual-Process-Theorien. In: Gestalt Theory. Band 32, Nr. 4, 2010, ISSN 0170-057X, S. 323–342 (archive.org [PDF; 372 kB; abgerufen am 7. Juni 2021]).
- Anitra Karsten. Psychische Sättigung. In: Sibylle Volkmann-Raue, Helmut E. Lück (Hrsg.): Bedeutende Psychologinnen des 20. Jahrhunderts. 2. Auflage. Verlag für Sozialwissenschaften, Wiesbaden 2011, ISBN 3-531-17815-6, S. 193–206.
- Hellmuth Metz-Göckel (Hrsg.): Gestalttheoretische Inspirationen. Anwendungen der Gestalttheorie (= Handbuch zur Gestalttheorie. Band 2). Krammer, Wien 2011, ISBN 3-901811-59-1.
- Über Bezugsphänomene: Wie ein Sachverhalt durch den Bezug auf einen Anderen seine besonderen Merkmale erhält - Gestalttheoretische Grundlagen und Anwendungen im Bereich der Kultur und der Sprache. In: Gestalt Theory. Band 36, 2014, ISSN 0170-057X, S. 355–386 (metz-goeckel.de [PDF; 864 kB; abgerufen am 15. Juni 2015]).